# Red Rock (Oklahoma)
Red Rock è un comune degli Stati Uniti d'America, situato nello Stato dell'Oklahoma, nella contea di Noble.